# Joaveski
Joaveski – wieś w Estonii, w prowincji Harju, w gminie Kuusalu.